# Ingrid Lafforgue
Ingrid Lafforgue, francoska alpska smučarka, * 5. november 1948, Bagnères-de-Luchon, Francija.
Svoj največji uspeh je dosegla na Svetovnem prvenstvu 1970, ko je postala svetovna prvakinja v slalomu in podprvakinja v veleslalomu. V svetovnem pokalu je tekmovala le štiri sezone med letoma 1967 in 1970 ter dosegla sedem zmag in še šest uvrstitve na stopničke. V skupnem seštevku svetovnega pokala se je najvišje uvrstila na 4. mesto leta 1970, ko je tudi osvojila mali kristalni globus v slalomskem seštevku.
Njena sestra dvojčica Britt Lafforgue, mati May Nilsson, mož Henri Duvillard, oče Maurice Lafforgue, stric Åke Nilsson, svak Adrien Duvillard in zet Frédéric Covili so bili vsi alpski smučarji in udeleženci olimpijskih iger.